# Sankt Petersburger Mathematische Gesellschaft

Logo der Sankt Petersburger Mathematischen Gesellschaft

Die Sankt Petersburger Mathematische Gesellschaft (russisch Санкт-Петербургское математическое общество) ist ein mathematischer Verein in Sankt Petersburg. Sie veränderte ihren Namen im Laufe der Jahre wie auch die Stadt selbst.

## Geschichte
Die Gesellschaft wurde 1890 durch Wassili Grigorjewitsch Imschenezki (1832–1892) gegründet, der eine ähnliche Gesellschaft zuvor in Charkiw gegründet hatte und auch bis zu seinem Tod 1892 ihr erster Präsident war. Sankt Petersburg war damals das hauptsächliche mathematische Zentrum Russlands, und das traditionell seitdem Leonhard Euler an der Sankt Petersburger Akademie der Wissenschaften gewirkt hatte. Die Akademie war davor und blieb zunächst auch weiterhin neben den verschiedenen Universitäten der Mittelpunkt des mathematischen Lebens in Sankt Petersburg.
1905 ging die Gesellschaft vorübergehend wieder ein (Präsident war damals als Nachfolger von Imschenetski der polnische Mathematiker Julian Karol Sochoki (1842–1927), oder russisch Julian Wassiljewitsch Sochotski). Mit Leben erfüllt wurde die Gesellschaft erst nach der Oktoberrevolution, befördert durch Wladimir Steklow und A. V. Wassiljew, der ihr Präsident ab 1921 war, gefolgt ab 1923 von Nikolai Maximowitsch Günter (1871–1941), Verfasser einer bekannten mathematischen Problemsammlung. Damals waren bedeutende Mathematiker und theoretische Physiker wie Delone, Alexander Alexandrowitsch Friedmann (der aber schon 1925 starb), Wladimir Iwanowitsch Smirnow, Tamarkin, Wladimir Fock, Sergei Bernstein, Galerkin, Besikowitsch, James Victor Uspensky in Sankt Petersburg, das damals Petrograd und ab 1924 Leningrad hieß. Tamarkin, Besikowitsch und Uspensky flüchteten bzw. verließen in den 1920er Jahren die Sowjetunion. Als weiteres Mathematisches Zentrum kam in Sankt Petersburg das 1921 gegründete Steklow-Institut hinzu, das aber 1934 zum überwiegenden Teil nach Moskau übersiedelte, ebenso wie die Russische Akademie der Wissenschaften.
Offizieller Druck führte 1930 zur Schließung der Gesellschaft. Beantragt hatte das der Vizepräsident Smirnow selbst, der den Präsidenten Günter und andere exponierte Mitglieder schützen wollte. Bemühungen einer Neugründung durch Smirnow, Alexander Danilowitsch Alexandrow und andere führten erst 1953 zur Gründung eines Mathematischen Seminars und dann 1959 zur Neugründung der Gesellschaft. Erster Präsident war Juri Linnik, Smirnow war Ehrenpräsident. Präsidenten waren ab 1965 S. M. Lozinski, ab 1985 Dmitri Konstantinowitsch Faddejew, ab 1990 Olga Ladyschenskaja, ab 1998 Anatoli Werschik, ab 2008 Juri Matijassewitsch.
1926 bis 1929 veröffentlichten sie auch eine eigene Zeitschrift (Journal der Leningrader Physikalisch-Mathematischen Gesellschaft). Auch später gab es eine Zeitschrift, in englischer Übersetzung bei der American Mathematical Society erschienen: Proceedings of the St. Petersburg Mathematical Society.
Internationales Kürzel der Gesellschaft ist SPbMS.

## Namen der Gesellschaft
- Sankt Petersburger Mathematische Gesellschaft, 1890–1905. Ab 1905 ruhten die Aktivitäten.
- Petrograder Physikalische und Mathematische Gesellschaft, 1921–1930
- Leningrader Mathematische Gesellschaft, 1959–1990
- Sankt Petersburger Mathematische Gesellschaft, ab 1990.

## Ehrenmitglieder
Ehrenmitglieder waren Wladimir Smirnow, Alexander Alexandrow, Sergei Bernstein, Leonid Kantorowitsch, Andrei Markow junior, Mark Krein, Solomon Michlin, Olga Ladyschenskaja, Victor Salgaller, Nikolai Schanin, Anatoli Werschik, Ildar Ibragimow, Wassili Babitsch.

## Preise
Die Gesellschaft vergibt wie ihr Moskauer Gegenstück Preise. Sie vergeben seit 1962 jährlich einen Preis für junge Mathematiker, dessen Träger unter anderem Wladimir Masja (1962), Boris Wenkow (1963), Wladimir Buslajew (1964),  Juri Matijassewitsch (1970), Jakow Eliashberg (1973),  Oleg Viro (1975), Boris Tsirelson (1976), Andrei Suslin (1977), Alexander Its (1981), Alexander Merkurjev (1982), Michail Ljubitsch (1987), Evgeni Sklyanin (1983), Nicolai Reshetikhin (1988), Grigori Perelman (1991), Dmitri Burago (1992), Iwan Fesenko (1992), Stanislaw Smirnow (1996/97, Träger der Fields-Medaille) und Grigori Michalkin (1999) waren.
Viele der Preisträger waren später bekannte Mathematiker, wie Perelman, der die Poincaré-Vermutung löste, in der Öffentlichkeit aber noch bekannter wurde, als er sich weigerte dafür die Fields-Medaille in Empfang zu nehmen. Im Gegensatz zu Perelman, der nach wie vor zurückgezogen in Sankt Petersburg lebt, hatten viele der Preisträger und andere begabte Mathematiker nach dem Umbruch 1990 das Land verlassen.